# Liste der gefallenen Adeligen auf Habsburger Seite in der Schlacht bei Sempach/G

## G
| Geschlecht                     | Vorname(n) | Einheitsname                  | Stammsitz                                      | abweichende Schreibweisen | Quelle(n) | Anmerkungen | Wappen |
| Gasser                         | Haintz; Hanss; Hayntz                                                                                                | Haintz Gasser                 | Winterthur                                     | | • Conrad Schnitt: Wappenbuch der Baslerischen Geschlechter, 1530 • Oesterreichische Verlustliste, 1488 • Thurgauer Chronik | „von Winttertur, des fürsten schnider“ |        |
| Geben-Schäfer                  | Lüthold; Lütfried | siehe: Lüthold Schäffer       | Freiburg                                       | | | |        |
| Gerberg                        | | siehe Tierberg                |                                                | | | |        |
| Geroldseck                     | Walther; Waltherus; Walter; Walthersu                                                                                | Walter von Geroldseck         | Burg Hohengeroldseck oder Stadtburg Lahr       | Gerltzegg; Gerolczegge; Gerolczegh; Geroldsberg; Geroldzegg; Geroltzeck; Geroltzecke; Geroltzeckg; Geroltzegg; Geoltzegkh; Gerozoch, hohen Gerolzegg                            | • Constanzer Chronik • Frankfurter Verlustliste • Stuttgarter Annalen • Eydgnössisch-schweytzerischer Regiments Ehren-Spiegel • Luzerner Chronik von Melchior Russ, 1482 • Chronik des Nicolaus Stulmann, 1407 • Conrad Schnitt: Wappenbuch der Baslerischen Geschlechter, 1530 • Oesterreichische Verlustliste, ca. 1484 • Jakob Twinger von Königshofen, Stiftsherr zu Straßburg • Breisgauische Liederhandschrift, 1445 • Stadtchronik von Bern und Conrad Justingers Berner-Chroni, 1414/1420 • Thurgauer Chronik; Gebhard Dacher´s Konstanzer Chronik, 1470 • Oesterreichische Chronik des Veit Arenpeck, 1488–1495 • Anonyme österreichische Chronik in Stuttgart, Handschrift 16. Jh. • Petermann Etterlin´s Chronik, Basel, 1507 • Johann Viler: Chronica von Keisern, Paepsten, Eidgenossenschaft und Elsass; Oesterreichische Verlustliste, 1488 • Aegidius Tschudi: Chronicon Helveticum • Liste des Christian Wurstisen, nach 1580            | |        |
| Geroldseck                     | Ulrich | Ulrich von Geroldseck         | Burg Hohengeroldseck oder Stadtburg Lahr       | Geroldsegg | Luzerner Chronik von Melchior Russ, 1482 | „fryherr“; einzige Nennung eines Ulrich v. G. |        |
| Gessler                        | Burckhart; Burckart; Burckhardt; Burckhardus; Burchartt; Burckart                                                    | Burckart Gessler              | Breisach                                       | Gäszler; Gesler; Gösler | • Breisgauische Liederhandschrift, 1445 • Luzerner Chronik von Melchior Russ, 1482 • Anonyme österreichische Chronik in Stuttgart, Handschrift 16. Jh. • Chronik des Nicolaus Stulmann, 1407 • Conrad Schnitt: Wappenbuch der Baslerischen Geschlechter, 1530 • Oesterreichische Verlustliste, ca. 1484 • Zusätze zu Petermann Etterlins Chronik, 1531–1545 • Thurgauer Chronik • Liste des Christian Wurstisen, nach 1580 | „nobiles de provincia Brissgaude“; von Brysach |        |
| Geudertheim                    | unbekannt | unbekannt von Geudertheim     | Burg Geudertheim (Brumath)                     | Göterthem; Goudertheim | • St. Blasianer Handschrift von Königshofens Chronik • Jakob Twinger von Königshofen, Stiftsherr zu Straßburg | |        |
| Gfüger                         | | siehe Pflüger                 |                                                | | | |        |
| Gisingen                       | Andreas | Andreas von Gisingen          |                                                | | Eydgnössisch-schweytzerischer Regiments Ehren-Spiegel | einzige Nennung |        |
| Glatt                          | | siehe: Klett                  |                                                | | | |        |
| Glerr, Glär                    | | siehe: Klett                  |                                                | | | |        |
| Gösgen siehe Schenk von Gösken | Heinrich | Heinrich Schenk von Gössgen   |                                                | | | Die Freiherren von Gösgen selber starben bereits 1383 aus. |        |
| Gosloth                        | Fritz | Fritz Gosloth                 | Freiburg                                       | Gössolt | • Oesterreichische Verlustliste, 1488 • Klingenberger Chronik von Johann von Klingenberg | „Fridborg“; „Diss nach benempten ritter vnd knecht sind vss dem brissgöw“ |        |
| Götsch, Botsch                 | Christoph; Cristoffel; Christoffel; Crystoffel, Cristoff                                                             | Cristoffel Götsch             | Malaun in Dorf Tirol (Botzen?)                 | Götsach; Gotsch; Götsche; Götzsch; Göther; Götz; Lotsch, Göschz; Botsch | • Chronik des Nicolaus Stulmann, 1407 • Eydgnössisch-schweytzerischer Regiments Ehren-Spiegel • Oesterreichische Verlustliste, ca. 1484 • Thurgauer Chronik; Breisgauische Liederhandschrift, 1445 • Conrad Schnitt: Wappenbuch der Baslerischen Geschlechter, 1530 • Oesterreichische Verlustliste, 1488; • Liste des Christian Wurstisen, nach 1580 | liegt in Königsfelden begraben |        |
| Götsch, Botsch                 | Küenz; Cunrat | Cunrat Götsch                 | Malaun in Dorf Tirol                           | Götz; Göther | • Oesterreichische Verlustliste, 1488 • Luzerner Chronik von Melchior Russ, 1482 | „sin bruder“; „von Empfen“ |        |
| Götsch, Botsch                 | Nichlus, Nicolaus; Niclaus; Nicolaus; Nichas; Niclas                                                                 | Niclaus Götsch                | Malaun in Dorf Tirol                           | Götsach; Gotsch; Götsch; Götsche; Götschi; Gottenburg; Götz; Götzsch; Lotsch; Göschz; Botsch                                                                                    | • Chronik des Nicolaus Stulmann, 1407 • Oesterreichische Verlustliste, ca. 1484 • Thurgauer Chronik • Breisgauische Liederhandschrift, 1445 • Eydgnössisch-schweytzerischer Regiments Ehren-Spiegel • Conrad Schnitt: Wappenbuch der Baslerischen Geschlechter, 1530 • Zusätze zu Petermann Etterlins Chronik, 1531–1545 • Petermann Etterlin´s Chronik, Basel, 1507 • Luzerner Chronik von Melchior Russ, 1482 • Oesterreichische Chronik des Veit Arenpeck, 1488–1495 • Anonyme österreichische Chronik in Stuttgart, Handschrift 16. Jh. • Oesterreichische Verlustliste, 1488 • Liste des Christian Wurstisen, nach 1580 | „sin bruder“; „von Potzen“; „von Botzen“; miles; liegt in Königsfelden begraben |        |
| Grat                           | Berenhart; Berchtel; Bernhart; Bechtold; Berchtold; Berchtolt; Hans Bernhart; Behtolt; Hanns Bernhart; Hans Bernhard | Berchtold Grat                | Sulz                                           | Grätt; Grot; Grott | • Breisgauische Liederhandschrift, 1445 • Conrad Schnitt: Wappenbuch der Baslerischen Geschlechter, 1530 • Oesterreichische Verlustliste, ca. 1484 • Petermann Etterlin´s Chronik, Basel, 1507 • Stadtchronik von Bern und Conrad Justingers Berner-Chroni, 1414/1420 • Zusätze zu Petermann Etterlins Chronik, 1531–1545 • Luzerner Chronik von Melchior Russ, 1482 • Jakob Twinger von Königshofen, Stiftsherr zu Straßburg • Johann Viler: Chronica von Keisern, Paepsten, Eidgenossenschaft und Elsass • Anonyme österreichische Chronik in Stuttgart, Handschrift 16. Jh. • Aegidius Tschudi: Chronicon Helveticum • Liste des Christian Wurstisen, nach 1580 | „von Gretz“; „von grätz“; „von der Ritterschafft aus dem Elsas“ Tschudi schreibt: „Herr Hans Bernhard Grat von Sulz Ritter“ |        |
| Greifenstein                   | Caspar | Caspar von Greifenstein       | Südtirol, Burg Greifenstein (Südtirol)         | Griffenstein | Luzerner Chronik von Melchior Russ, 1482 | einzige Nennung des Caspar v. G. Das Geschlecht der Greifensteiner starb durch die Schlacht bei Sempach aus. |        |
| Greifenstein                   | Fridericus; Fridricus; Fridrich; Friderich; Fridricus;                                                               | Friedrich von Greifenstein    | Südtirol; Burg Greifenstein (Südtirol)         | Graiffenstainer de Athesi; Greiffenstein; Greyffenstain; Greyffenstainer; Greyffenstayn; Greyffenstein; Griffenstain; Griffenstainer; Griffenstein; Gryffenstain; Gryffenstein; | • Chronik des Oesterreichers Gregor oder Matthäus Hagen, um 1394 • Chronik des Thomas Ebendorfer von Haselbach, ca. 1440–1463 • Chronik des Benedictinerkosters Kremsmünster in Österreich • Oesterreichische Verlustliste, ca. 1484 • Anonyme österreichische Chronik in Stuttgart, Handschrift 16. Jh. • Eydgnössisch-schweytzerischer Regiments Ehren-Spiegel • Chronik des Benedictinerstiftes Zwettel in Österreich • Oesterreichische Verlustliste, 1488 • Oesterreichische Chronik des Veit Arenpeck, 1488–1495 • Chronik des Nicolaus Stulmann, 1407 • Thurgauer Chronik • Luzerner Chronik von Melchior Russ, 1482 • Oesterreichische Chronik • Zusätze zu Petermann Etterlins Chronik, 1531–1545; Breisgauische Liederhandschrift, 1445 • Conrad Schnitt: Wappenbuch der Baslerischen Geschlechter, 1530 • Klingenberger Chronik von Johann von Klingenberg • Aegidius Tschudi: Chronicon Helveticum • Liste des Christian Wurstisen, nach 1580 | „hienach volgen alle die so mit hertzog Lüpolt von Osterrich for Sempach erschlagen …. Und zuo Küngsfelden begdraben ligen“; „sind paner Herren und sträbherren“; „schiltig ritter und knecht“; „Ab der Etsch“; „Ritter“; „miles“; Das Geschlecht der Greifensteiner starb durch die Schlacht bei Sempach aus. Klingenberg führt ihn als Bannerträger auf |        |
| Greifenstein                   | Hans | Hans von Greifenstein         | Südtirol, Burg Greifenstein (Südtirol)         | Griffenstein | Luzerner Chronik von Melchior Russ, 1482 | einzige Nennung des Hans v. G. Eine Vielzahl von Chroniken bestätigt, dass es wohl zwei Gefallene dieses Geschlechts gab in Zusätzen wie „zwen“ oder „duo“. Da mehrheitlich Friderich genannt wird, bleibt offen, wie der Name des zweiten Gefallenen war, Hans oder Caspar. Das Geschlecht der Greifensteiner starb durch die Schlacht bei Sempach aus.  |        |
| Grimmenstein                   | Der Stark; Der Starck; Stark; Starck; Hermann                                                                        | Der Stark von Grimmenstein    | Niederösterreich? Schweiz?; Burg Grimmenstein? | Grünenstein; Grymmenberg; Grymmenstein | • Zusätze zu Könighofens Chronik, 1406 • Stadtchronik von Bern und Conrad Justingers Berner-Chroni, 1414/1420 • Luzerner Chronik von Melchior Russ, 1482 • Petermann Etterlin´s Chronik, Basel, 1507 • Deutsche Chronik, bearbeitet nach Königshofen für Jakob von Stein von Bern, geschrieben von Melchior Rupp, Schulmeister von Schwyz, 1469 • Aegidius Tschudi: Chronicon Helveticum | „uss dem Etzschland“ Der Stark von Grimmenstein schickte einen Absagebrief an Zürich. Darin wird er als aus dem „Rheinthal“ kommend bezeichnet., Tschudi gibt als Namen Hermann von Grünenstein an, listet jedoch unter den Gefallenen „Ab der Etsch“ ebenfalls einen „Starck von Grimmenstein“ auf                                                       |        |
| Grünenberg                     | Hans; Hanss; Johannes; Johans;                                                                                       | Hans von Grünenberg           | Burg Grünenberg (Melchnau)                     | Grünenbergkh; Hunenberg | • Conrad Schnitt: Wappenbuch der Baslerischen Geschlechter, 1530 • Deutsche Chronik, bearbeitet nach Königshofen für Jakob von Stein von Bern, geschrieben von Melchior Rupp, Schulmeister von Schwyz, 1469 • Eydgnössisch-schweytzerischer Regiments Ehren-Spiegel • Jakob Twinger von Königshofen, Stiftsherr zu Straßburg • Luzerner Chronik von Melchior Russ, 1482 • Oesterreichische Chronik des Veit Arenpeck, 1488–1495 • Stadtchronik von Bern und Conrad Justingers Berner-Chroni, 1414/1420 • Johann Viler: Chronica von Keisern, Paepsten, Eidgenossenschaft und Elsass • Aegidius Tschudi: Chronicon Helveticum • Liste des Christian Wurstisen, nach 1580 | Einordnung in die Familie unklar; lange als Johannes I. der Grimme identifiziert, der jedoch 1384 tot ist. Tschudi nennt ihn lediglich „Der Alt von Grünenberg/ Fry.“ |        |
| Grüningen                      | Schweickhart | Schweickhart von Grüningen    |                                                | | Eydgnössisch-schweytzerischer Regiments Ehren-Spiegel | einzige Nennung |        |
| Grumbach?                      | Johann | Johann von Grumbach           |                                                | Grunpach | Eydgnössisch-schweytzerischer Regiments Ehren-Spiegel | einzige Nennung | evtl.  |
| Güss Güssenberg                | Brun; Bruno; der Brün; Braun; Proun; Brun; Primi;                                                                    | Bruno Güss von Güssenberg     | Burg Güssenburg (Hermaringen)?                 | Grüss; Güß; Güsse; Güssz; Guss; Gussen; Gusß | • Chronik des Nicolaus Stulmann, 1407 • Eydgnössisch-schweytzerischer Regiments Ehren-Spiegel • Oesterreichische Verlustliste, ca. 1484 • Thurgauer Chronik • Anonyme österreichische Chronik in Stuttgart, Handschrift 16. Jh. • Zusätze zu Petermann Etterlins Chronik, 1531–1545 • Breisgauische Liederhandschrift, 1445 • Conrad Schnitt: Wappenbuch der Baslerischen Geschlechter, 1530 • Luzerner Chronik von Melchior Russ, 1482 • Oesterreichische Verlustliste, 1488 • Frankfurter Verlustliste • Liste des Christian Wurstisen, nach 1580 | „hienach volgen alle die so mit hertzog Lüpolt von Osterrich for Sempach erschlagen …. Und zuo Küngsfelden begdraben ligen – item ist zuo wüssen, das disse herren allein in eineme kasten gen Küngssfelden kommen sind und sinne rät und dienner gewesen sindt:“; „diss warent uss dem Schwaben landt“; „de Swewia“                                      |        |
| Güss Güssenberg                | Hammann; Hemmann; Haman; Herman; Hanman; Hermanus; Hermannus; Hanns (sein Vetter)                                    | Hanman Güss von Güssenberg    | Burg Güssenburg (Hermaringen)?                 | Güß; Güsse; Güssz; Güzz; Guss; Gussen | • Chronik des Nicolaus Stulmann, 1407 • Eydgnössisch-schweytzerischer Regiments Ehren-Spiegel • Oesterreichische Verlustliste, ca. 1484 • Thurgauer Chronik • Anonyme österreichische Chronik in Stuttgart, Handschrift 16. Jh. • Breisgauische Liederhandschrift, 1445 • Chronik des Benedictinerkosters Kremsmünster in Österreich • Luzerner Chronik von Melchior Russ, 1482 • Oesterreichische Chronik des Veit Arenpeck, 1488–1495 • Liste des Christian Wurstisen, nach 1580 | „zwen“; „miles“; liegt in Königsfelden begraben |        |
| Gundelfingen                   | Schweickhart | Schweickhart von Gundelfingen |                                                | | Eydgnössisch-schweytzerischer Regiments Ehren-Spiegel | „Freyherr“; „Schwaben“ Einzige Nennung |        |